# Idaea faceta
Idaea faceta là một loài bướm đêm trong họ Geometridae.